# Wanna Go Back
Wanna Go Back es el undécimo álbum de estudio del músico estadounidense Eddie Money, publicado en 2007 por Warrior Records. Consta de doce versiones de músicos o artistas que inspiraron la carrera musical de Money.

## Lista de canciones
1. "Ain't No Mountain High Enough" (con Jesse Money) (Nikolas Ashford, Valerie Simpson) - 2:41
2. "Higher and Higher" (Gary Jackson, Carl Smith, Raynard Miner) - 3:24
3. "You Don't Know Me" (Eddy Arnold, Cindy Walker, Andy Walker) - 4:42
4. "Baby, Now That I've Found You" (John MacLeod, Tony Macaulay) - 3:02
5. "Good Lovin'" (Rudy Clark, Artie Resnick) - 2:36
6. "Expressway to Your Heart" (Kenny Gamble, Leon Huff) - 3:34
7. "Jenny Take a Ride" (Enotris Johnson, Richard Penniman) - 4:04
8. "Build Me Up Buttercup" (Michael d'Abo, Macaulay) - 3:35
9. "Land of a Thousand Dances" (Chris Kenner) - 3:30
10. "Hold On, I'm Comin'" (con Jesse Money) (Isaac Hayes, David Porter) - 2:27
11. "Mockingbird" (con Jesse Money) (Charlie Foxx, Inez Foxx) - 4:24
12. "Please Please/Baby Don't You Weep" (Johnny Terry, James Brown) - 5:46

## Créditos
- Eddie Money: voz
- Randy Forrester - teclados
- Joel Jaffe - guitarra
- Robert Zuckerman - clarinete, saxo
- Jeff Tamelier - guitarra
- Tommy Miller - bajo
- Jesse Money - coros